# Hirnareal
Unter einem Hirnareal versteht man einen räumlich abgrenzbaren Bereich des Großhirns. Ein Hauptansatz der Erforschung des Gehirns ist die Unterteilung des Neocortex in anatomisch oder funktionell unterscheidbare Regionen. Diese Areale werden dann mitunter als „Bausteine“ der Gehirnfunktion weiter untersucht. Dies ergab verschiedene Lokalisationstheorien.     
Die Existenz anatomischer Unterschiede innerhalb des Großhirns war stets unumstritten und wurde vor allem durch Korbinian Brodmann (1868–1918) vorangetrieben. Sein Aufteilungsschema mittels Nummerierung einzelner Areale des menschlichen Neocortex ist bis heute in Gebrauch.
Auch regionale Unterschiede in der Gehirnfunktion werden heutzutage nicht mehr in Frage gestellt. So sind zum Beispiel mehrere Areale im Hinterkopf (die sogenannte Sehrinde), vor allem am Sehvorgang beteiligt, während andere Areale für weitere Sinne, Bewegungsplanung und -steuerung oder weitere mentale Funktionen zuständig scheinen. Schädigung einzelner Areale können folglich zum Ausfall einzelner Funktionen führen (wie etwa Blindheit bei Schädigung der Sehrinde), ohne dass andere mentale Fähigkeiten betroffen sind.
Bis heute sind jedoch keine einheitlichen Aufteilungen des Gehirns in funktionelle Areale etabliert. Grund hierfür ist, dass die Modularität des Gehirns auf einige Grundfunktionen beschränkt scheint, während die meisten mentalen Prozesse sich nicht auf ein einzelnes Areal begrenzen lassen. Auch unterscheiden sich die anatomischen und funktionellen Aufteilungen des Gehirns oft deutlich voneinander, sodass es nicht möglich ist, Areale funktionell voneinander abzugrenzen.